# Irène Dufaux
Pour les articles homonymes, voir Dufaux.
Irène Dufaux, née Irène Suter le 7 novembre 1960, est une tireuse sportive suisse, qui a disputé les épreuves de tir aux Jeux olympiques d'été de 1988. Elle est la femme du tireur sportif Pierre-Alain Dufaux.
Aux Championnats du monde, elle obtient une médaille d'argent en carabine à air en 1987. Elle est aussi médaillée de bronze aux Championnats d'Europe de 1986 et de 1987.